# Wielka Wólka
Wielka Wólka [ˈvjɛlka ˈvulka] (tiếng Đức: Groß Wolka)  là một ngôi làng ở quận hành chính của Gmina Biskupiec, trong huyện Nowomiejski, Warmińsko-Mazurskie, ở miền bắc Ba Lan.
Ngôi làng có dân số 89.